# Естер Бранд
Естер Корнелія Бранд (афр. Esther Cornelia Brand (-van Heerden); 29 вересня 1922, Спрінгбок, Південно-Африканський Союз — 20 червня 2015, Блумфонтейн, Південно-Африканська Республіка) — південноафриканська легкоатлетка, чемпіонка літніх Олімпійських ігор у Гельсінкі (1952).

## Спортивна кар'єра
Тричі очолювала світовий рейтинг у стрибках у висоту: у 1940-41 та у 1952 роках.
Її стрибок 29 березня 1941 року в Стелленбосі на висоту 1,66 м тільки 1976 р. був офіційно визнаний світовим рекордом, оскільки Дора Ратьєн з результатом 1,70 м (1938) була офіційно визнана чоловіком.
На літніх Олімпійських іграх 1952 року в Гельсінкі південноафриканська спортсменка не могла подолати кваліфікаційний турнір у метанні диску, проте стала переможницею змагань у стрибках у висоту з особистим рекордом 1,67 м, обійшовши світову рекордсменку Шейлу Лервілл.